# Treuhandstiftung
Eine Treuhandstiftung ist eine nicht rechtsfähige Stiftung, die auch als unselbstständige, fiduziarische Stiftung oder (wenn von einer Stiftung als Treuhänderin verwaltet) als Unterstiftung bezeichnet wird und durch einen Vertrag zwischen dem Stifter und dem Treuhänder (Träger) bzw. per Verfügung von Todes wegen errichtet wird. Der Stifter überträgt das Stiftungsvermögen an den Treuhänder, der es getrennt von eigenem Vermögen verwaltet.
Der Stiftungszweck und die übrigen grundlegenden Festlegungen werden in einer Satzung niedergelegt, die Bestandteil des Vertrages mit dem Treuhänder ist. Häufig erhält die Stiftung ein eigenes Gremium, das über die Verwendung der Stiftungsmittel entscheidet. Nach außen handelt der Treuhänder für die Stiftung, die keine eigene Rechtspersönlichkeit hat. Die nicht rechtsfähige Stiftung ist nicht ausdrücklich im Bürgerlichen Gesetzbuch geregelt. Für sie gilt das allgemeine Zivilrecht, also vor allem das Recht der Schenkung (für die Vermögensübertragung) und des Auftrags (für das Treuhandverhältnis), vorrangig aber die besonderen Vereinbarungen im Vertrag zwischen dem Stifter und dem Treuhänder.
Treuhänder, als Dienstleister für die Treuhandstiftung, kommen gewöhnlich aus den Bereichen: Vereine, rechtsfähige Stiftungen, Kirchengemeinden, Universitäten, Stiftungsverwaltungen (kommunale, kirchliche sowie Sparkassen und Banken).
Aus dem Wesen der Treuhandstiftung ergeben sich folgende
Vorteile:
- Das Stiftungsvermögen unterliegt keiner staatlich festgelegten Mindesthöhe. Schon mit einem niedrigen fünfstelligen Betrag ließe sich eine Treuhandstiftung errichten.
- Die Treuhandstiftung ist eine sehr flexible Stiftungsform. Für die Errichtung einer Treuhandstiftung ist kein Genehmigungsverfahren erforderlich. Die Voraussetzungen zur Gründung sind sehr einfach.
- Eine Kontrolle erfolgt lediglich durch das Finanzamt. Gleichzeitig gelten alle steuerrechtlichen Privilegien einer Stiftung und es kann bei der zuständigen Finanzbehörde die Anerkennung der Gemeinnützigkeit beantragt werden.
- Der Treuhänder kann Teile oder die gesamte Verwaltung übernehmen und es muss somit nicht zwingend eine eigene Verwaltungsstruktur (z. B. Vorstand) geschaffen werden. Durch die Nutzung der Organisationsstruktur des Treuhänders können die Verwaltungskosten gering gehalten werden.
- Für die Errichtung einer Treuhandstiftung sind nur wenige Wochen erforderlich. (Für die Errichtung einer rechtsfähigen Stiftung ist von mehreren Monaten auszugehen.)
- Unter Umständen kann der Stiftungszweck entsprechend den Regelungen in der Satzung sehr einfach geändert beziehungsweise die Stiftung sogar aufgelöst werden, ohne dass es der Zustimmung eines Kontrollorgans oder einer Behörde bedarf.
- Als eigenständiges Körperschaftsteuersubjekt (§ 1 Abs. 1 Nr. 5 KStG), ist das Gemeinnützigkeitsrecht auch auf Treuhandstiftungen anwendbar.

Nachteile:
- Die Treuhandstiftung untersteht keiner staatlichen Stiftungsaufsicht.
- Da die Treuhandstiftung keine Rechtspersönlichkeit besitzt, kann sie selbst nicht Träger von Rechten und Pflichten sein.
- Es besteht eine hohe Abhängigkeit vom Treuhänder (Insolvenzrisiko)